# Діброва (Олевська міська громада)
Дібро́ва — селище в Україні, Коростенському району Житомирської області. Входить до складу Олевської міської громади.

## Історія
Село Дров'яний Пост — кінець XIX століття, смт Діброва 1961 р. До кінця 80-х років XX ст. діяв каменедобувний кар'єр.
У 1989 році смт Діброва внесено до переліку населених пунктів, які підлягають обов'язковому відселенню внаслідок радіоактивного забруднення після аварії на Чорнобильській АЕС. 306 сімей було переселено до селища Дубище Рожищенського району Волинської області.
Зараз у Діброві проживають лише декілька родин, більшість житлових будинків селища покинуто або зруйновано.

Селище Діброва

26 січня 2024 року, відповідно до Закону України «Про порядок вирішення окремих питань адміністративно-територіального устрою України» від 28 липня 2023 року, віднесене до категорії селищ.